# 3323 Turgenev
3323 Turgenev è un asteroide della fascia principale. Scoperto nel 1979, presenta un'orbita caratterizzata da un semiasse maggiore pari a 2,5637177 UA e da un'eccentricità di 0,1850395, inclinata di 0,71231° rispetto all'eclittica.
L'asteroide è dedicato a Ivan Sergeevič Turgenev, celeberrimo scrittore russo.